# Dorcadion lameeri
Dorcadion lameeri är en skalbaggsart som beskrevs av André Théry 1896. Dorcadion lameeri ingår i släktet Dorcadion och familjen långhorningar. Inga underarter finns listade i Catalogue of Life.